# طواف لا ميرابيل 2021
طواف لا ميرابيل 2021 هو سباق دراجات هوائية، وهو الموسم الثامن عشر من طواف لا ميرابيل ‏، وأقيم خلال الفترة من 27 مايو 2021، وحتى 30 مايو 2021، وشارك فيه 124 متسابقاً ووصل إلى نهايته 108 متسابقاً.
فاز بالمركز الأول Idar Andersen ‏، وبالمركز الثاني Sjoerd Bax ‏، وبالمركز الثالث Jan Maas (cyclist, born 1996) ‏، وفاز روري تاونسند ‏ في ترتيب النقاط، وكان الفائز حسب النقاط للشباب Idar Andersen ‏، وكان الفائز في تصنيف الجبال James Fouché ‏.

## الفرق
| فرق برو (3)- نوفو نورديسك 2021 ‏ - كيرن فارما 2021 ‏ - أونو اكس برو سايكلنج تيم 2021 ‏ فرق قارية (11)- Leopard TOGT Pro Cycling ‏ - فورارلبرغ 2021 ‏ - ميتك-تي كي إتش مانتيل ‏ - كانيون دي إتش بي سنجود 2021 ‏ - Groupama–FDJ Continental Team ‏ - Bingoal WB Devo Team ‏ - بايك أيد 2021 ‏ - بلاك سبوك 2021 ‏ - ترينيتي ريسينغ 2021 ‏ - سويس ريسينغ أكادمي 2021 ‏ - نيبو-بروفانس-بتس كونتي 2021 ‏ فريق سايكلوكروس- Cross Team Legendre ‏ فريق دراجات هواة- EFC-L&R-Vulsteke ‏ فريق دراجات هواة سيدات- Macadam’s Cowboys & Girls‏ فرق أندية الدراجات (4)- Bourg-en-Bresse Ain Cyclisme ‏ - Club Cycliste d'Étupes ‏ - SCO Dijon ‏ - AVC Aix-en-Provence ‏ |  |
| |  |

## المراحل
| قائمة المراحل | قائمة المراحل | قائمة المراحل                         | قائمة المراحل | قائمة المراحل | قائمة المراحل   | قائمة المراحل  |
| المرحلة       | التاريخ       | الدورة                                |               | المسافة (كم)  | الفائز بالمرحلة | القائد العام   |
| ------------- | ------------- | ------------------------------------- | ------------- | ------------- | --------------- | -------------- |
| المقدمة       | 27 مايو       | Tomblaine ‏ – Tomblaine ‏               | ضد الساعة     | 3٫1           | Idar Andersen ‏  | Idar Andersen ‏ |
| مرحلة 1       | 28 مايو       | Pont-à-Mousson ‏ – Lesménils ‏          | مرحلة جبلية   | 159٫31        | روري تاونسند ‏   | Idar Andersen ‏ |
| مرحلة 2       | 29 مايو       | Neufchâteau ‏ – Saint-Amarin ‏          | مرحلة جبلية   | 177٫69        | Sjoerd Bax ‏     | Idar Andersen ‏ |
| مرحلة 3       | 30 مايو       | Château de Lunéville ‏ – Damelevières ‏ | مرحلة جبلية   | 190٫4         | Erlend Blikra ‏  | Idar Andersen ‏ |

## التصنيف العام النهائي
| التصنيف العام         | التصنيف العام                  | التصنيف العام   | التصنيف العام                  | التصنيف العام  |
| العداء                | العداء                         | البلد           | الفريق                         | الوقت          |
| --------------------- | ------------------------------ | --------------- | ------------------------------ | -------------- |
| 1                     | Idar Andersen ‏                 | النرويج         | أونو-إكس موبيليتي ‏             | 12 س 54 د 07 ث |
| 2                     | Sjoerd Bax ‏                    | هولندا          | ميتك-تي كي إتش مانتيل ‏         | + 3 ث          |
| 3                     | Jan Maas (cyclist, born 1996) ‏ | هولندا          | Leopard TOGT Pro Cycling ‏      | + 7 ث          |
| 4                     | مارتي ماركيز                   | إسبانيا         | Equipo Kern Pharma ‏            | + 9 ث          |
| 5                     | Lukas Rüegg ‏                   | سويسرا          | سويس ريسينغ أكادمي ‏            | + 10 ث         |
| 6                     | Roland Thalmann ‏               | سويسرا          | فريق فورارلبرغ ‏                | + 16 ث         |
| 7                     | Laurence Pithie ‏               | نيوزيلندا       | Groupama–FDJ Continental Team ‏ | + 44 ث         |
| 8                     | Max Walker (cyclist) ‏          | المملكة المتحدة | ترينيتي رود ريسينغ ‏            | + 1 د 23 ث     |
| 9                     | Louis Blouwe ‏                  | بلجيكا          | Bingoal WB Devo Team ‏          | + 1 د 27 ث     |
| 10                    | Hartthijs de Vries ‏            | هولندا          | ميتك-تي كي إتش مانتيل ‏         | + 1 د 28 ث     |
| مصدر: ProCyclingStats |                                |                 |                                |                |

## وصلات خارجية
- الموقع الرسمي
- لمحة عن سباق طواف لا ميرابيل 2021 على موقع  ProCyclingStats   (برو  سايكلنج  ستاتس) - إحصاءات  محترفي  الدراجات.
- طواف لا ميرابيل 2021 على موقع إحصائيات الدراجات الإحترافية (الإنجليزية)